# Diora
Diora byl státní podnik na výrobu radiopřijímačů v Polsku.
Založen byl 8. listopadu 1945 se sídlem v Dzierżoniowě. Nejprve nesl podnik název DZWURE (Dolnośląskie Zakłady Wytwórcze Urządzeń Radiowych – Dolnoslezské podniky na výrobu radiových zařízení), později T-6 a nakonec Diora. Prvním ředitelem společnosti se stal Wilhelm Rotkiewicz. Firma získala licenčně technologii na výrobu radiových zařízení ze švédské firmy AGA.
Podnik fungoval až do začátku 90. let, kdy byl transformován na akciovou společnost, nedokázal však ustát konkurenci světových výrobků. V roce 2007 byla ochranná známka Diora vymazána z polského obchodního rejstříku.